# Kostrzyn (gmina)
Kostrzyn – gmina miejsko-wiejska położona we wschodniej części powiatu poznańskiego (województwo wielkopolskie). Siedzibą gminy jest miasto Kostrzyn. Powierzchnia gminy wynosi 154 km², a jej ludność 17 882 mieszkańców (stan na 31.12.2018), w tym 52% w Kostrzynie. Gmina Kostrzyn składa się z miasta Kostrzyn oraz 21 sołectw (Brzeźno, Czerlejnko, Czerlejno, Drzązgowo, Glinka, Gułtowy, Gwiazdowo, Iwno, Jagodno, Sanniki, Siedlec, Siedleczek, Siekierki, Skałowo, Sokolniki, Strumiany, Tarnowo, Trzek, Węgierskie, Wiktorowo, Wróblewo)
Gmina Kostrzyn położona jest w środkowo-wschodniej części województwa wielkopolskiego w powiecie poznańskim. To jedno z najstarszych miast regionu. Nazwa Kostrzyn pochodzi od rycerza Kostro, który założył tutaj osadę. Pierwsze wzmianki o mieście pochodzą z XII wieku. 11 listopada 1251 roku książę Przemysł I nadał Kostrzynowi prawa miejskie.
Kostrzyn jest gminą o charakterze głównie rolniczym, jednak dogodny układ drogowy sprawia, że gmina wykorzystuje ten potencjał do popularyzacji atrakcji krajoznawczych, a także pod aktywizację gospodarczą pobliskich terenów. Przebiega tu trasa kolejowa, łącząca Berlin, Poznań i Warszawę. Przez wschodnią część gminy biegnie odcinek drogi ekspresowej S5 doprowadzającej do autostrady A2, a także droga krajowa nr 92. Graniczy z gminami: od wschodu: Nekla (powiat wrzesiński), od południa: Dominowo i Środa Wlkp. (powiat średzki) oraz z gminami powiatu poznańskiego: Kleszczewo (od południowego zachodu), Swarzędz (od zachodu) i Pobiedziska (od północy).

## Demografia
Dane z 31 grudnia 2018:
| Dane statystyczne za 2018 rok – Gmina Kostrzyn |           |                 |
| LUDNOŚĆ                                        |           |                 |
| GMINA OGÓŁEM                                   | MĘŻCZYŹNI | KOBIETY         |
| 17882                                          | 8790      | 9092            |
| MIASTO                                         | MĘŻCZYŹNI | KOBIETY         |
| 9404                                           | 4503      | 4901            |
| TERENY WIEJSKIE                                | MĘŻCZYŹNI | KOBIETY         |
| 8478                                           | 4287      | 4191            |
| URODZENIA                                      |           |                 |
| GMINA OGÓŁEM                                   | MĘŻCZYŹNI | KOBIETY         |
| 227                                            | 117       | 110             |
| MIASTO                                         | MĘŻCZYŹNI | KOBIETY         |
| 108                                            | 59        | 49              |
| TERENY WIEJSKIE                                | MĘŻCZYŹNI | KOBIETY         |
| 119                                            | 61        | 58              |
| ZGONY                                          |           |                 |
| GMINA OGÓŁEM                                   | MĘŻCZYŹNI | KOBIETY         |
| 146                                            | 86        | 60              |
| MIASTO                                         | MĘŻCZYŹNI | KOBIETY         |
| 78                                             | 43        | 35              |
| TERENY WIEJSKIE                                | MĘŻCZYŹNI | KOBIETY         |
| 68                                             | 43        | 25              |
| PRZYROST NATURALNY                             |           |                 |
| GMINA OGÓŁEM                                   | MĘŻCZYŹNI | KOBIETY         |
| 81                                             | 31        | 50              |
| MIASTO                                         | MĘŻCZYŹNI | KOBIETY         |
| 30                                             | 16        | 14              |
| TERENY WIEJSKIE                                | MĘŻCZYŹNI | KOBIETY         |
| 51                                             | 18        | 23              |
| ZAWARCIE MAŁŻEŃSTW                             |           |                 |
| GMINA OGÓŁEM                                   | MIASTO    | TERENY WIEJSKIE |
| 104                                            | 41        | 63              |
| MIGRACJE (POBYT STAŁY)                         |           |                 |
| NAPŁYW                                         |           |                 |
| GMINA OGÓŁEM                                   | MĘŻCZYŹNI | KOBIETY         |
| 455                                            | 234       | 221             |
| MIASTO                                         | MĘŻCZYŹNI | KOBIETY         |
| 152                                            | 76        | 76              |
| TERENY WIEJSKIE                                | MĘŻCZYŹNI | KOBIETY         |
| 303                                            | 158       | 145             |
| ODPŁYW                                         |           |                 |
| GMINA OGÓŁEM                                   | MĘŻCZYŹNI | KOBIETY         |
| 117                                            | 59        | 58              |
| MIASTO                                         | MĘŻCZYŹNI | KOBIETY         |
| 72                                             | 42        | 30              |
| TERENY WIEJSKIE                                | MĘŻCZYŹNI | KOBIETY         |
| 45                                             | 17        | 28              |
| SALDO MIGRACJI                                 |           |                 |
| GMINA OGÓŁEM                                   | MĘŻCZYŹNI | KOBIETY         |
| +338                                           | +175      | +163            |
| MIASTO                                         | MĘŻCZYŹNI | KOBIETY         |
| +80                                            | +34       | +46             |
| TERENY WIEJSKIE                                | MĘŻCZYŹNI | KOBIETY         |
| +258                                           | +141      | +117            |

## Sport, rekreacja i turystyka
W gminie znajdują się trzy zabytkowe kościoły drewniane: w Czerlejnie, w Gułtowach i w Siekierkach. W miejscowościach Czerlejno, Drzązgowo, Gułtowy, Iwno, Siedlec, Tarnowo, Węgierskie znajdują się W roku 2018 oddano do użytku nowoczesną halę sportową. Od 2013 roku przy okazji Święta Miasta "Kurdesza Kasztelańskiego" odbywa się Bieg na dystansie 5 i 10 kilometrów pod nazwą Kurdeszowa (Za)Dyszka. Ponadto odbywają się dwa biegi długodystansowe na terenach wiejskich Bieg Charytatywny w Wiktorowie oraz Bieg Pieczonej Pyry w Iwnie.
W gminie Kostrzyn działają kluby sportowe oraz stowarzyszenia: KKS 1922 Lechia Kostrzyn (piłka nożna, szachy), GKS Gułtowy (piłka nożna), Maratończyk Brzeźno (piłka nożna), Stowarzyszenie Walka Kostrzyn (biegi długodystansowe, kolarstwo górskie, piłka nożna), KS Sokoły Kostrzyn (siatkówka, koszykówka), Kostrzyński Klub Tenisowy, Kostrzyński Klub Karate DO SHOTOKAN oraz Kostrzyński Klub Karate SHOTOKAN KRUK.

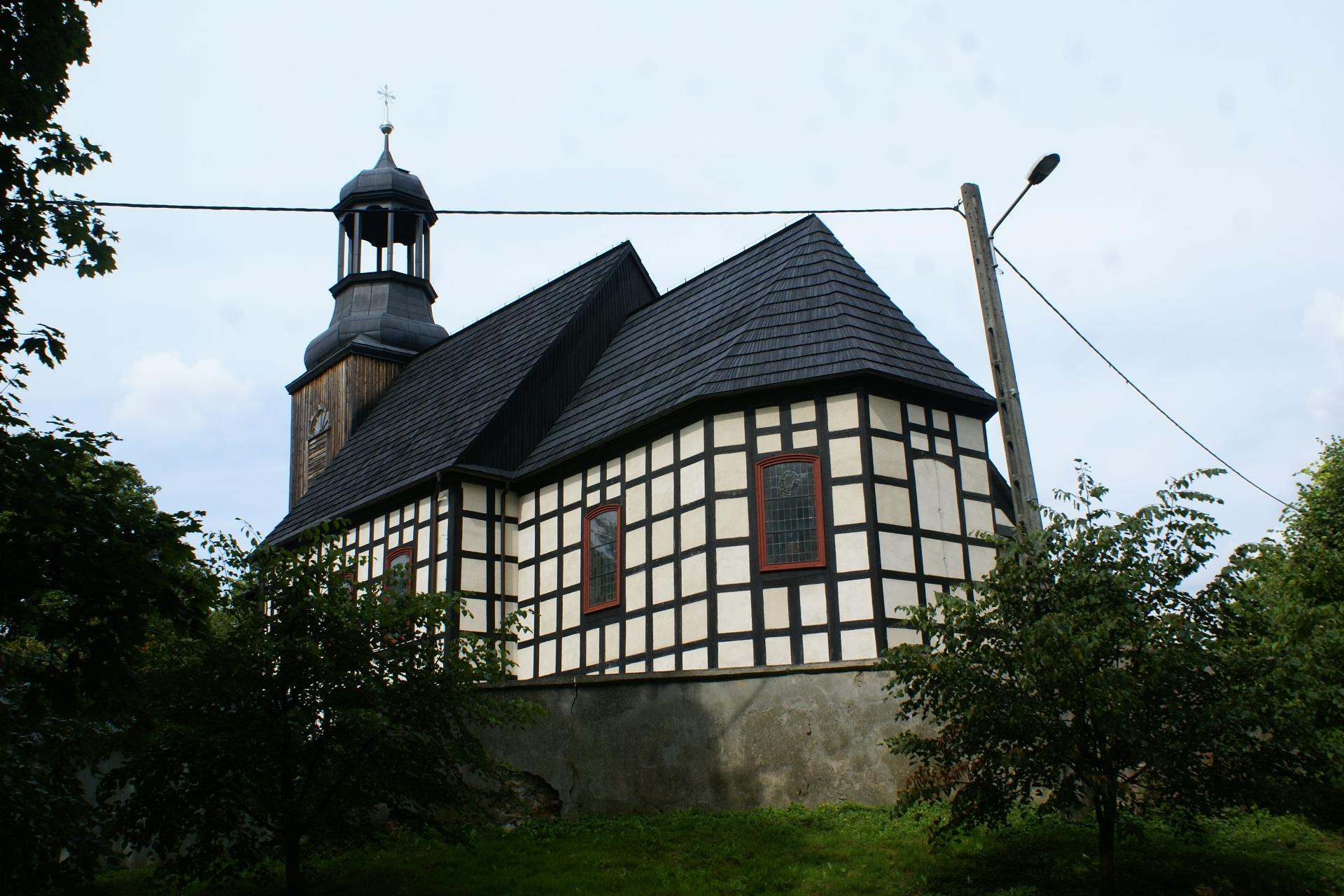
Drewniany kościół pw. św. Kazimierza w Gułtowach

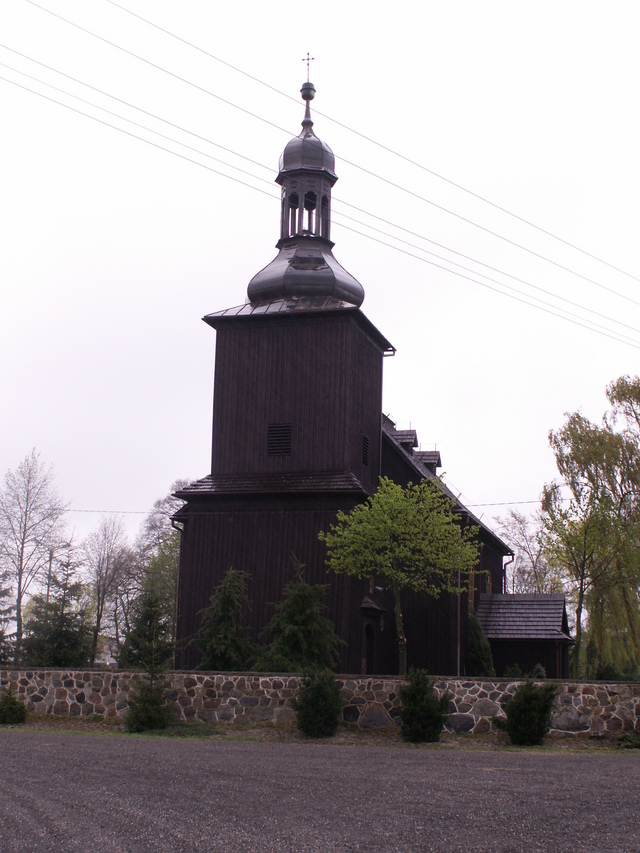
Drewniany kościół pw. NMP w Czerlejnie

## Komunikacja
Przez gminę przechodzi droga krajowa nr 92, droga ekspresowa S5 stanowiąca wschodnią obwodnicę Poznania oraz linia kolejowa nr 3, prowadząca od granicy polsko-niemieckiej we Frankfurcie nad Odrą przez Poznań i Warszawę, następnie już jako linia kolejowa nr 2 do granicy polsko-białoruskiej w Terespolu.

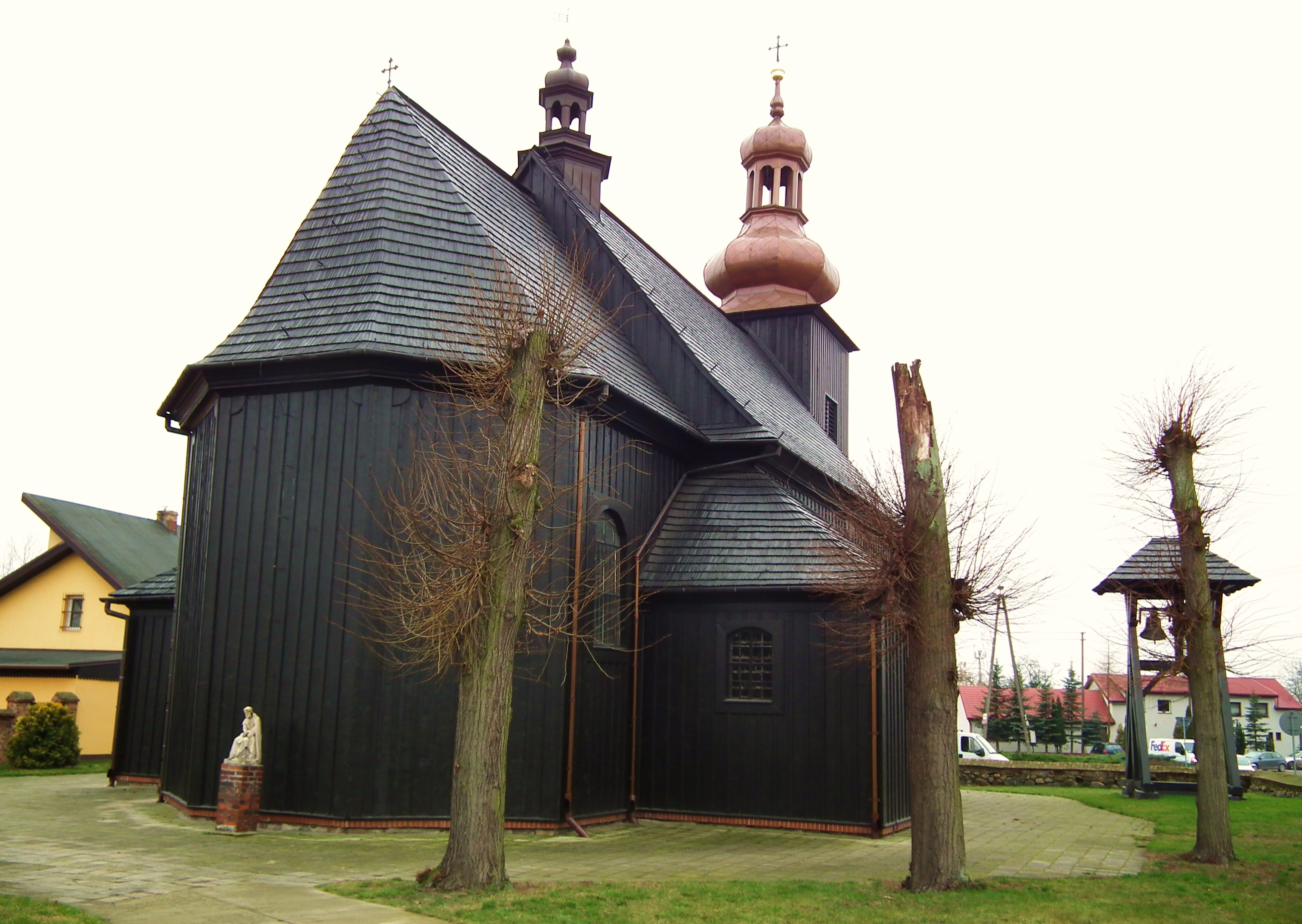
Drewniany kościół pw. św. Jadwigi w Siekierkach Wielkich

Gmina Kostrzyn posiada własną komunikację autobusową kursującą po gminie w liczbie 6 linii:
460 (Kostrzyn-Iwno-Kostrzyn)
461 (Kostrzyn-Jagodno-Kostrzyn)
462 (Kostrzyn-Węgierskie-Kostrzyn)
463 (Kostrzyn-Siekierki Wielkie-Kostrzyn)
464 (Kostrzyn-Gułtowy- Siedlec- Kostrzyn)
465 (Kostrzyn-Sokolniki Klonowskie-Kostrzyn)

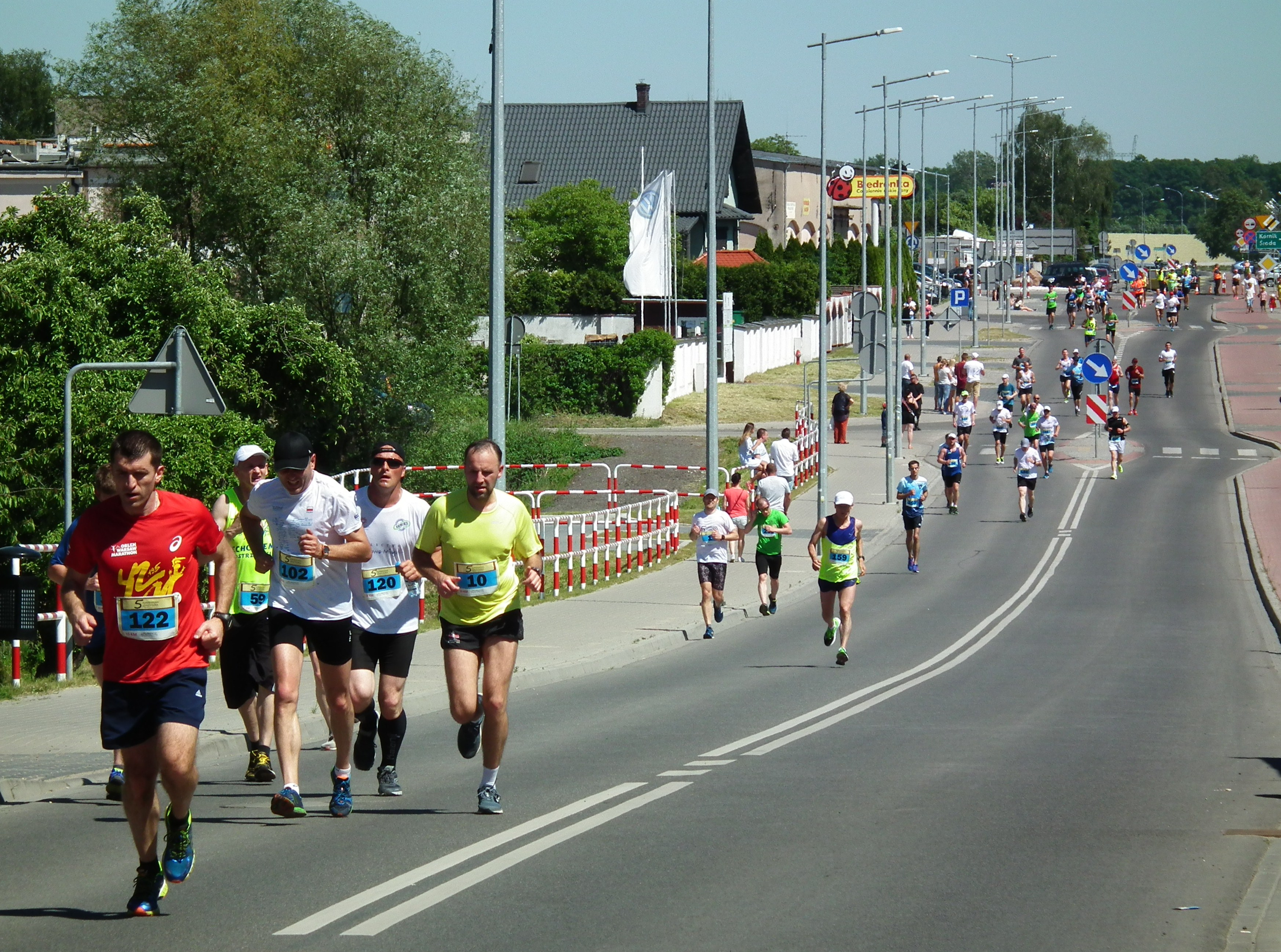
Biegacze podczas V Kurdeszowej (Za)Dyszki w Kostrzynie

## Sąsiednie gminy
Nekla, Dominowo, Środa Wielkopolska, Kleszczewo, Swarzędz, Pobiedziska